# Фридрих I фон Хайдек
Фридрих I фон Хайдек (на немски: Friedrich I von Heideck; † ок. 3 август 1374) от швабския благороднически род Хайдек е господар на Арнсберг-Хайдек-Долнщайн-Велхайм.
Той е син на Готфрид III фон Арнсберг-Хайдек († 1331) и съпругата му Кунигунда фон Дорнберг († пр. 1292), дъщеря на фогт Волфрам IV фон Дорнберг († 1288) и Рихенца фон Ортенберг († 1309).
Фридрих I фон Хайдек е погребан на 3 август 1374 г. в Хайлсброн.

## Фамилия
Фридрих I фон Хайдек се жени за Беатрикс. Бракът е бездетен. Фридрих I фон Хайдек се жени втори път пр. 30 април 1322 г. за Аделхайд фон Хенеберг († пр. 14 юни 1369), дъщеря на граф Хайнрих VI (XI) фон Хенеберг-Ашах († 1355/1356) и първата му съпруга София фон Кефернбург († 1358), дъщеря на граф Гюнтер VIII фон Кефернбург († 1318/1324) и Ирмгард фон Шварцбург-Вахсенбург († сл. 1340). Те имат децата:
- Куни фон Хайдек († 25 март 1403)
- Фридрих II фон Хайдек (* ок.1350/1355; † 9 май 1423), господар на Хайдек-Лихтенау, майор в Нюрнберг, женен I. пр. 25 август 1367 г. за Беатрикс фон Тек († сл. 22 юли 1422), дъщеря на херцог Фридрих III фон Тек, II. пр.25 август 1367 г. за Вилбург фон Шварцбург († сл. 2 май 1426), дъщеря на граф Хайнрих XV фон Шварцбург-Лойтенберг († 1402)
- Йохан II фон Хайдек († 3 юни 1429), епископ на Айхщет (1415 – 1429)
- Анна фон Хайдек († 7 май 1399)